# Vulmar de Hautmont
Vulmar de Hautmont, abad, nacido en Boulonnais. Tiene una iglesia en su honor en el pueblo de Eecke. Allí se pueden escontrar distintas variaciones de su nombre, pues aparece como Vulmar o Wulmer.
Se alojó como doméstico en la abadía de "Hautmont", después de ser abandonado por su mujer.
Según la leyenda, dejó el monasterio para vivir como ermitaño en el hueco de un roble en Eecke, Flandes, y así evangelizar la región. De regreso en Boulogne, su tierra natal, funda la abadía de Samer, cuyo nombre actual es una contracción de San Wulmar. Murió en el año 697.